# Dragan Stojkić
Dragan Stojkić (Split, 7. listopada 1975.) bivši je hrvatski nogometaš.